# Championnats d'Océanie de VTT 2025
Navigation
Édition précédente Édition suivante
Les Championnats d'Océanie de VTT 2025 ont lieu du 21 mars au 23 mars 2025, à Queenstown en Nouvelle-Zélande,.

## Résultats

### Cross-country
| Épreuves       | Or                    | Argent               | Bronze                  |
| -------------- | --------------------- | -------------------- | ----------------------- |
| Hommes élites  | Sam Fox (AUS)         | Anton Cooper (NZL)   | Samuel Shaw (NZL)       |
| Hommes espoirs | Ethan Rose (NZL)      | Harry Doye (AUS)     | Reuben Page-Brown (AUS) |
| Hommes juniors | Connor Wright (AUS)   | Fletcher Adams (NZL) | James Climo (NZL)       |
| Femmes élites  | Samara Maxwell (NZL)  | Zoe Cuthbert (AUS)   | Mary Gray (NZL)         |
| Femmes espoirs | Maria Laurie (NZL)    | Ella Menigoz (AUS)   | Amélie Mackay (NZL)     |
| Femmes juniors | Kayley McMillan (NZL) | Millie Junge (NZL)   | Annie Kleywegt (AUS)    |

### Cross-country short track
| Épreuves | Or                   | Argent             | Bronze             |
| -------- | -------------------- | ------------------ | ------------------ |
| Hommes   | Anton Cooper (NZL)   | Sam Fox (AUS)      | Samuel Shaw (NZL)  |
| Femmes   | Samara Maxwell (NZL) | Maria Laurie (NZL) | Zoe Cuthbert (AUS) |

### Descente
| Épreuves | Or                 | Argent                | Bronze                 |
| -------- | ------------------ | --------------------- | ---------------------- |
| Hommes   | Tyler Waite (NZL)  | Rory Meek (NZL)       | Malik Boatwright (NZL) |
| Femmes   | Indy Deavoll (NZL) | Jessica Blewitt (NZL) | Bellah Birchall (NZL)  |